# Seznam dílů seriálu Siréna
Toto je seznam dílů seriálu Siréna. Americký dramatický televizní seriál Siréna měl premiéru 29. března 2018 na stanici Freeform.

## Přehled řad
| Řada | Díly | Premiéra v USA  | Premiéra v USA  |
| Řada | Díly | První díl       | Poslední díl    |
| ---- | ---- | --------------- | --------------- |
| 1    | 10   | 29. března 2018 | 24. května 2018 |
| 2    | 16   | 24. ledna 2019  | 1. srpna 2019   |
| 3    | 10   | 2. dubna 2020   | 28. května 2020 |

## Seznam dílů

### První řada (2018)
| Č. v seriálu | Č. v řadě | Původní název               | Režie             | Scénář                                          | Premiéra v USA  | Premiéra v ČR   |
| ------------ | --------- | --------------------------- | ----------------- | ----------------------------------------------- | --------------- | --------------- |
| 1            | 1         | Pilot                       | Scott Stewart     | námět: Eric Wald a Dean White scénář: Eric Wald | 29. března 2018 | 22. dubna 2018  |
| 2            | 2         | The Lure                    | Nick Copus        | Eric Wald                                       | 29. března 2018 | 29. dubna 2018  |
| 3            | 3         | Interview With a Mermaid    | Jay Karas         | Emily Whitesell                                 | 5. dubna 2018   | 6. května 2018  |
| 4            | 4         | On the Road                 | Steven A. Adelson | Elle Triedman                                   | 12. dubna 2018  | 13. května 2018 |
| 5            | 5         | Curse of the Starving Class | John Badham       | Michael Gans a Richard Register                 | 19. dubna 2018  | 20. května 2018 |
| 6            | 6         | Showdown                    | Martha Coolidge   | Holly Brix                                      | 26. dubna 2018  | 27. května 2018 |
| 7            | 7         | Dead in the Water           | Nick Copus        | Ian Sobel a Matt Morgan                         | 3. května 2018  | 3. června 2018  |
| 8            | 8         | Being Human                 | Amanda Tapping    | Liz Maccie                                      | 10. května 2018 | 10. června 2018 |
| 9            | 9         | Street Fight                | Joe Menendez      | Zach Ayers                                      | 17. května 2018 | 17. června 2018 |
| 10           | 10        | Aftermath                   | Nick Copus        | Eric Wald a Emily Whitesell                     | 24. května 2018 | 24. června 2018 |

### Druhá řada (2019)
| Č. v seriálu | Č. v řadě | Původní název        | Režie             | Scénář                                   | Premiéra v USA    | Premiéra v ČR   |
| ------------ | --------- | -------------------- | ----------------- | ---------------------------------------- | ----------------- | --------------- |
| 11           | 1         | The Arrival          | Matt Hastings     | Emily Whitesell                          | 24. ledna 2019    | 17. února 2019  |
| 12           | 2         | The Wolf at the Door | Amanda Row        | Eric Wald                                | 31. ledna 2019    | 24. února 2019  |
| 13           | 3         | Natural Order        | Joe Menendez      | Heather Thomason                         | 7. února 2019     | 3. března 2019  |
| 14           | 4         | Oil and Water        | John Badham       | Ian Sobel a Matt Morgan                  | 14. února 2019    | 10. března 2019 |
| 15           | 5         | Primal Instincts     | Ellen S. Pressman | Liz Maccie                               | 21. února 2019    | 17. března 2019 |
| 16           | 6         | Distress Call        | David Grossman    | Michael Gans a Richard Register          | 28. února 2019    | 24. března 2019 |
| 17           | 7         | Entrapment           | Amanda Row        | Zoë Green                                | 7. března 2019    | 31. března 2019 |
| 18           | 8         | Leverage             | Joe Menendez      | Eric Wald                                | 14. března 2019   | 7. dubna 2019   |
| 19           | 9         | No North Star        | Geoff Shotz       | Sarah Wise                               | 13. června 2019   | 11. srpna 2019  |
| 20           | 10        | All In               | David Solomon     | Heather Thomason                         | 20. června 2019   | 18. srpna 2019  |
| 21           | 11        | Mixed Signals        | Ben Bray          | Ian Sobel a Matt Morgan                  | 27. června 2019   | 25. srpna 2019  |
| 22           | 12        | Serenity             | Steven A. Adelson | Elias Benavidez                          | 27. června 2019   | 1. září 2019    |
| 23           | 13        | The Outpost          | Amanda Tapping    | Cole Fowler                              | 11. července 2019 | 8. září 2019    |
| 24           | 14        | The Last Mermaid     | Barbara Brown     | Michael Gans a Richard Register          | 18. července 2019 | 15. září 2019   |
| 25           | 15        | Sacrifice            | Rachel Leiterman  | Liz Maccie                               | 18. července 2019 | 22. září 2019   |
| 26           | 16        | New World Order      | Nick Copus        | námět: Emily Whitesell scénář: Eric Wald | 1. srpna 2019     | 29. září 2019   |

### Třetí řada (2020)
| Č. v seriálu | Č. v řadě | Původní název        | Režie             | Scénář                          | Premiéra v USA  | Premiéra v ČR     |
| ------------ | --------- | -------------------- | ----------------- | ------------------------------- | --------------- | ----------------- |
| 27           | 1         | Borders              | Joe Menendez      | Eric Wald                       | 2. dubna 2020   | 31. května 2020   |
| 28           | 2         | Revelations          | Nick Copus        | Emily Whitesell                 | 2. dubna 2020   | 7. června 2020    |
| 29           | 3         | Survivor             | April Winney      | Sarah Wise                      | 9. dubna 2020   | 14. června 2020   |
| 30           | 4         | Life and Death       | Joe Menendez      | Michael Gans a Richard Register | 16. dubna 2020  | 21. června 2020   |
| 31           | 5         | Mommy and Me         | John Badham       | Liz Maccie                      | 23. dubna 2020  | 28. června 2020   |
| 32           | 6         | The Island           | Amanda Row        | Cole Fowler                     | 30. dubna 2020  | 5. července 2020  |
| 33           | 7         | Norhtern Exposure    | Marita Grabiak    | Gavin Johannsen                 | 7. května 2020  | 12. července 2020 |
| 34           | 8         | Til Death Do Us Part | Bola Ogun         | Heather Thomason                | 14. května 2020 | 19. července 2020 |
| 35           | 9         | A Voice in the Dark  | Steven A. Adelson | Zoë Green                       | 21. května 2020 | 26. července 2020 |
| 36           | 10        | The Toll of the Sea  | Joe Menendez      | Eric Wald a Emily Whitesell     | 28. května 2020 | 2. srpna 2020     |